# Конде, Уильман
Уильман Фернандо Конде Роа (исп. Wilman Fernando Conde Roa; род. 29 августа 1982, Кали) — колумбийский футболист, центральный защитник.

## Карьера
Конде — воспитанник клуба «Депортес Киндио», начал профессиональную карьеру в 2000 году. В 2001 году перешёл в «Депортиво Кали», где провёл пять лет, но в последние два года там отправлялся в аренду: в 2004 году — в «Кортулуа», в 2005 году — в эквадорский «Аукас». В 2006 году перешёл в «Реал Картахена». В том же году оказался в «Мильонариос».
20 августа 2007 года Конде перешёл в клуб MLS «Чикаго Файр». Сумма трансфера предположительно составила $300 тыс. В главной лиге США он дебютировал 8 сентября в матче против «Коламбус Крю», отметившись голевой передачей. Принимал участие Матче всех звёзд MLS 2009, где на встречу с командой звёзд лиги приехал английский «Эвертон». 9 августа 2009 года в матче против «Нью-Инглэнд Революшн» забил свой первый гол в MLS. По итогам сезона 2009 Конде был включён в символическую сборную MLS. Участвовал в Матче всех звёзд MLS 2010 против «Манчестер Юнайтед».
В конце 2010 года Конде переехал играть в Мексику. Первоначально было объявлено, что защитник пополнит состав «Пуэблы», но в итоге он оказался в «Атласе». Свой дебют в Лиге MX, 8 января 2011 года в матче стартового тура клаусуры против «Монаркас Морелия», отметил голом. Из-за перелома левого подъёма ступни он не смог завершить клаусуру и полностью пропустил апертуру. В конце 2011 года Конде покинул «Атлас» по согласию сторон.
30 января 2012 года Конде подписал контракт с «Нью-Йорк Ред Буллз», после того как тот выкупил права на него в MLS у «Чикаго Файр» за распределительные средства. Пропустив первые два матча сезона 2012 из-за травмы бедра, полученной на предсезонном турнире, за «Ред Буллз» он дебютировал 25 марта в матче против «Колорадо Рэпидз», отметившись голевой передачей. 31 марта в матче против «Монреаль Импакт» получил травму паха, затем на тренировке 12 апреля произошёл рецидив этой травмы, вследствие чего он пропустил почти два месяца, вернувшись на поле 29 мая в матче третьего раунда Открытого кубка США против «Чарлстон Бэттери». 29 августа в матче против «Ди Си Юнайтед» забил свой первый гол за «Ред Буллз». 23 января 2013 года контракт Конде с «Нью-Йорк Ред Буллз» был расторгнут по взаимному согласию сторон.
Уильман Конде был вынужден завершить футбольную карьеру в возрасте 30 лет из-за последствий неправильно диагностированного перелома Лисфранка.

## Достижения
Индивидуальные
- Член символической сборной MLS: 2009
- Участник Матча всех звёзд MLS: 2009, 2010

## Арест
12 мая 2012 года Конде был арестован в Форт-Ли, штат Нью-Джерси, и обвинён в нападении на полицейского при отягчающих обстоятельствах.